# Крошнянський дендропарк
Крошнянський дендропарк — колишній об'єкт природно-заповідного фонду Житомирської області, дендрологічний парк місцевого значення. 
Мав площу 4,67 га та був розміщений у місті Житомир, на землях Агротехнічного коледжу. 
4 липня 2000 року Житомирська обласна рада ухвалила рішення «Про території та об'єкти природно-заповідного фонду місцевого значення», яким були ліквідовані два об'єкти ПЗФ місцевого значення. 
Природоохоронний статус дендропарку був скасований у зв'язку із розширенням матеріально-технічної бази навчального закладу, розробленим та погодженим ще в 1972–1984 років; територія парку забудована.